# Heilig-Geist-Kapelle (Angermünde)

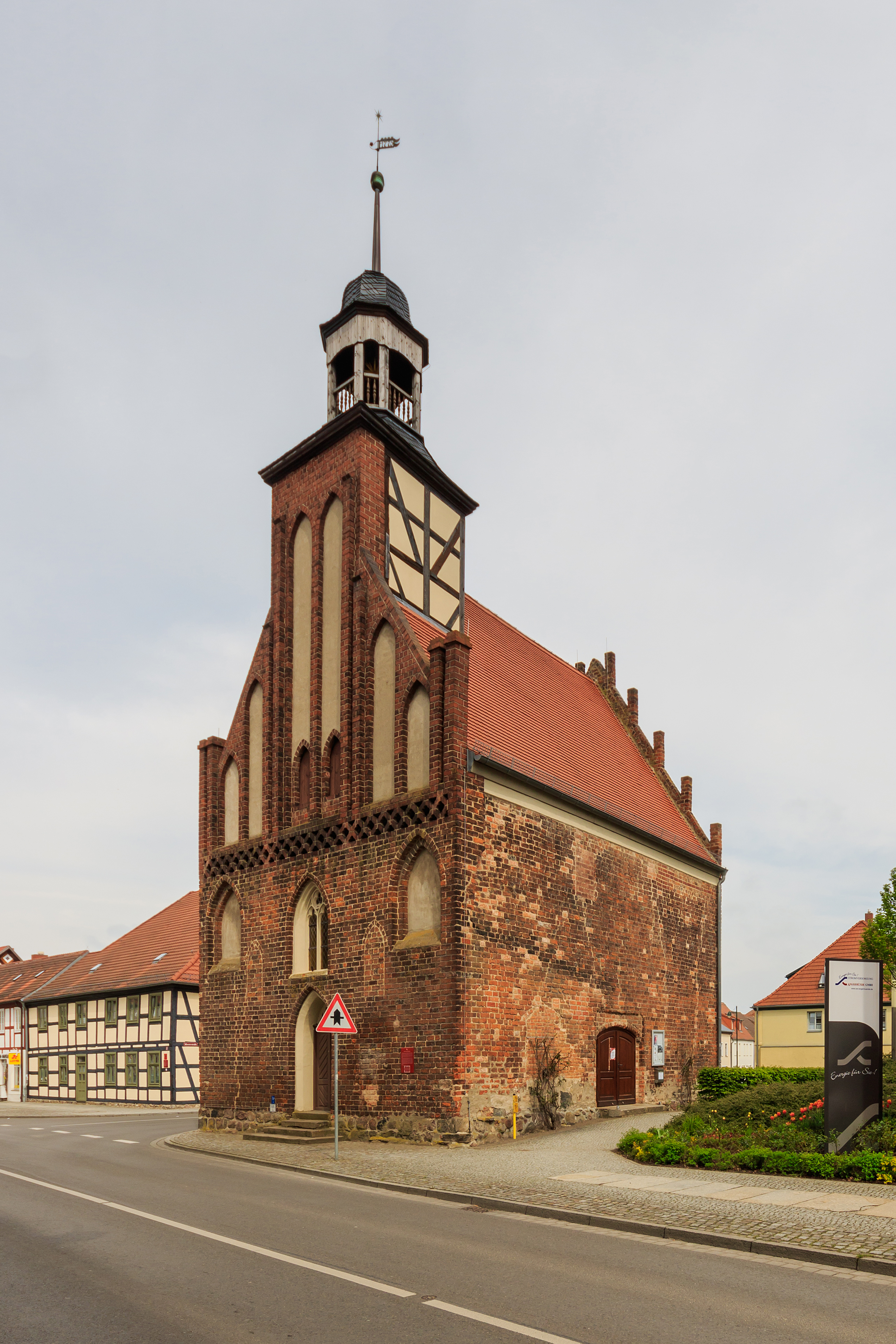
Heilig-Geist-Kapelle

Die Heilig-Geist-Kapelle in Angermünde ist eine Kapelle des 15. Jahrhunderts. Die der Backsteingotik zuzurechnende Kapelle ist das einzige verbliebene Gebäude des im Dreißigjährigen Krieg zerstörten früheren Heilig-Geist-Spitals.

## Baugeschichte
Die einschiffige Kapelle besteht aus drei Jochen, die auf das 14. oder 15. Jahrhundert datiert werden. Die Kapelle gehörte zu dem 1336 gegründeten Heilig-Geist-Spital, das sich unmittelbar außerhalb der früheren Stadtmauer von Angermünde befand. Der Kirchenraum hatte zunächst eine flache Decke, erst im 15. Jahrhundert wurden die Gewölbejoche nachträglich eingezogen. In diesem Zusammenhang wurde das Portal von der Nordseite der Kapelle an die Westseite versetzt. 
Die barocke Turmlaterne wurde 1775 ergänzt. Zu diesem Zweck wurde hinter den Westgiebel ein Turmstumpf aus Fachwerk aufgeführt, so dass der Turm wie ein Dachreiter direkt hinter dem Giebel sitzt. Die Kapelle wurde innen 1841 im klassizistischen Stil einheitlich neu mit einem Kanzelaltar und der Orgel auf der bereits 1749 errichteten Westempore ausgestattet. Die Orgel ist ein Werk von Friedrich Leopold Morgenstern aus dem Jahr 1841 mit sechs Registern auf einem Manual und Pedal, das nach 1945 von Karl Gerbig verändert wurde.

## Gemeinde
1698 wurde die Kapelle von Kurfürst Friedrich III. der französisch-reformierten Gemeinde überlassen. Die Kapelle wird noch heute von der Französisch-Reformierten Kirchgemeinde Groß Ziethen / Schwedt (Oder) zum Gottesdienst genutzt, die zur Evangelischen Kirche Berlin-Brandenburg-schlesische Oberlausitz gehört.